# シントニックコンマ
シントニックコンマ（英: syntonic comma）は、ピタゴラス音律に現れる長三度と純正な長三度との差である。約21.51セント。
また、これは純正な完全五度から純正な完全四度を引いて得られる大全音（9/8）と、純正な長三度から大全音を引いて得られる小全音（10/9）の差でもある。
ピタゴラス音律の周波数を3/2倍する操作を4回繰り返した十七度の音程の比率は (3/2)4 = 81/16、これを2オクターブ下げた長三度は81/64である。一方、純正な長三度は 5/4 = 80/64 である。つまりピタゴラス音律の長三度は純正な長三度より 81/80だけ広い。これをセント値で表すと、1200 * log281/80 = 21.506289596... 即ち約21.51セントである。
純正な長三度は、1200 * log25/4 = 386.313713864... セント、ピタゴラス音律の長三度は、1200 * log281/64 = 407.820003461... セントであり、これは12平均律の長三度（400セント）に比べても 8 セント近く広い。